# Ljusacksen
Ljusacksen är en sjö i Rättviks kommun i Dalarna och ingår i Dalälvens huvudavrinningsområde. Sjön har en area på 0,574 kvadratkilometer och ligger 296 meter över havet. Sjön avvattnas av vattendraget Ljusacksbäcken. Vid provfiske har abborre, lake, regnbåge och öring fångats i sjön.

## Delavrinningsområde
Ljusacksen ingår i det delavrinningsområde (675435-147977) som SMHI kallar för Ovan Ljusacksbäcken. Medelhöjden är 316 meter över havet och ytan är 2,33 kvadratkilometer. Det finns inga avrinningsområden uppströms utan avrinningsområdet är högsta punkten. Ljusacksbäcken som avvattnar avrinningsområdet har biflödesordning 4, vilket innebär att vattnet flödar genom totalt 4 vattendrag innan det når havet efter 303 kilometer. Avrinningsområdet består mestadels av skog (62 procent). Avrinningsområdet har 0,56 kvadratkilometer vattenytor vilket ger det en sjöprocent på 23,9 procent.